# VU meter

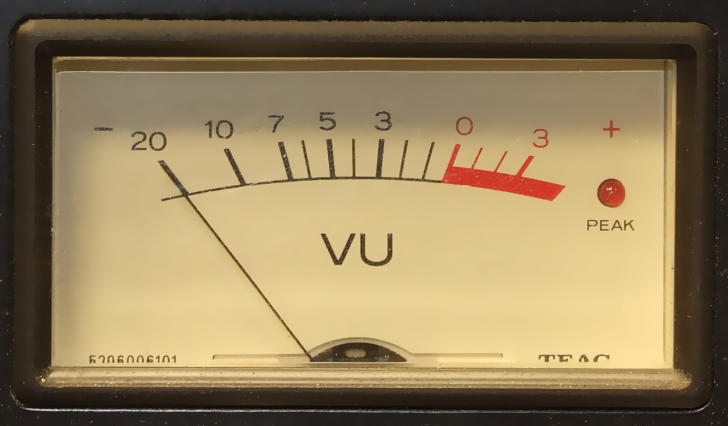
VU meter analogico con LED di picco

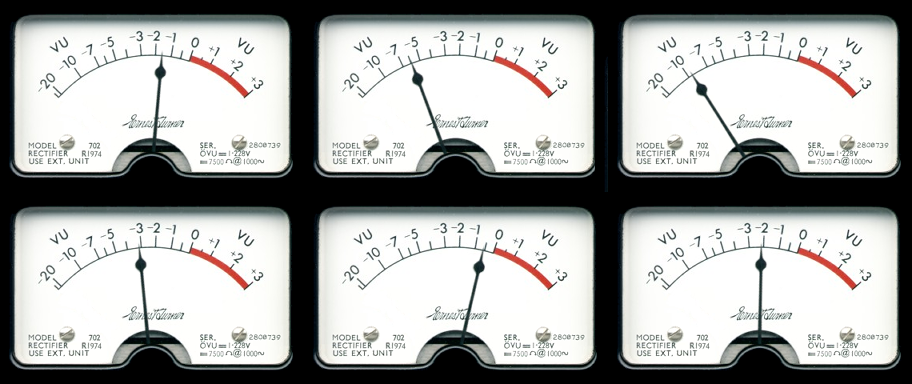
VU meter per audio surround multicanale

Il VU meter, detto anche SVI (standard volume indicator), è uno strumento indicatore dell'intensità di un segnale in apparecchiature audio. 
La misura è espressa in Volume Unit (VU) su una scala logaritmica tipicamente estesa da -20 a +3 VU, dove il valore 0 indica il massimo livello riproducibile senza distorsioni. I valori compresi tra 0 e +3 VU sono tipicamente associati a una indicazione di scala di colore rosso, per segnalare che il segnale ha raggiunto livelli eccessivi.
L'unità di misura VU corrisponde a +4 dBu ovvero 1,228 V in valore efficace (RMS), equivalenti a una potenza di 2,5 mW su un carico elettrico di 600 Ω. Spesso il valore 0 VU è riportato come 0 dB o in forma percentuale come "100%".
Lo scopo dello strumento non è tanto misurare il segnale quanto fornire l'indicazione del raggiungimento del valore target 0 VU, per cui non si considerano fattori importanti eventuali non linearità o imprecisioni nel caso di livelli di segnale bassi. Il valore corrispondente a −3 VU è tipicamente posizionato al centro della scala dell'indicatore, dato che corrisponde alla metà della potenza associata al valore 0. I dispositivi di misura completamente elettronici, che emulano il comportamento dei misuratori analogici, vengono considerati a tutti gli effetti VU meter nel momento in cui rispettano le specifiche standard di misura.

## Standardizzazione
Il progetto originale è stato proposto dall'Institute of Radio Engineers (IRE) nel 1940, col documento A New Standard Volume Indicator and Reference Level redatto da esperti di CBS, NBC e Bell Labs e fu standardizzato nel 1942 dall'Acustical Society of America come ANSI C16.5-194 per la sua applicazione nella telefonia e nelle trasmissioni radio.
Il comportamento standard è stato successivamente definito anche dalla normativa britannica BS 6840 e dallo standard internazionale IEC 60268-17.

## Principi di progettazione
Ai progettisti originali del VU meter fu assegnato il compito di individuare un modo per misurare segnali audio di tipo complesso usando una tecnologia semplice.
Dato che la misura utilizza un galvanometro che, per la sua natura meccanica e la relativa inerzia, non è in grado di seguire immediatamente i picchi istantanei di segnale, scelsero un approccio diverso per cui, invece di misurare i picchi, lo strumento fosse in grado di dedurli. Fu quindi identificata una caratteristica balistica ben precisa, la velocità di risposta ai cambiamenti del segnale audio, per cui occorrono 300 ms per passare dall'assenza di segnale al 99% del target (0 VU) e viceversa quando viene applicato un segnale sinusoidale alla frequenza di 1 kHz.
La calibrazione utilizza quindi un segnale di riferimento sinusoidale ma in questa fase va tenuto in considerazione il fatto che in condizioni reali, con segnali musicali o con il parlato, i livelli di picco sono in realtà tipicamente tra i +6 dB e i +10 dB più elevati rispetto al segnale di riferimento, per cui il sistema può essere dimensionato con sufficiente confidenza spostando il riferimento in questo intervallo e aggiungendo un ulteriore headroom (margine di sicurezza) per coprire anche eventuali casi in cui il segnale raggiunge livelli eccezionali o il sistema audio è impostato su livelli anomali.
Tipicamente, i valori di riferimento utilizzati nella realizzazione di un VU meter sono:
- Livello di riferimento a +4 dBu su frequenza singola
- Livello di uscita standard a +10 dB sopra il livello di riferimento
- Livello di clipping (headroom) a +6 dB sopra il livello di uscita standard[11][12]

## Specifiche tecniche standard
Le normative di riferimento definiscono le specifiche tecniche che devono essere soddisfatte per qualificare uno strumento come VU meter.

### Livello di riferimento
Definizione di VU:

La risposta di un VU meter (linea nera) a confronto con il livello di ingresso istantaneo (area grigia) di un battito di tamburo. Il livello è espresso in dB e il tempo in secondi

La lettura dell'indicatore di volume deve essere 0 VU quando è collegato a una tensione alternata pari a 1,228 V RMS su una resistenza di 600 Ohm (pari a +4 dBu a 1000 Hz.

### Tempo di salita
Il tempo di salita, definito come l'intervallo di tempo necessario per raggiungere il 99% della distanza dal valore 0 VU quando viene applicato un segnale che varia da zero a 0 VU, deve essere pari a 300 ms.
La sovraelongazione (overshoot) deve essere compresa tra l'1% e l'1,5%.
Il tempo di discesa deve essere identico al tempo di salita.

### Risposta in frequenza
La specifica dei livelli fa riferimento a un segnale a 1000 Hz. Per altre frequenze, la lettura non deve discostarsi dalla lettura di riferimento per più di 0,2 dB tra 35 Hz e 10 kHz o per più di 0,5 dB tra 25 Hz e 16 kHz.
Da notare che le specifiche menzionano solo segnali sinusoidali. Data la natura elettromeccanica della misura, la deviazione dell'indicatore in realtà è all'incirca proporzionale al valor medio della porzione di segnale istantaneo superiore a 0,4 V. I segnali reali in generale non hanno forma d'onda sinusoidale e la lettura rappresenta la media della tensione e non la potenza del segnale, che è espressa dal valore efficace (RMS). Tuttavia, lo scopo di un VU meter convenzionale è quello di fornire una indicazione del livello complessivo e della dinamica del segnale e di quanto questo si avvicini al valore massimo ammissibile, non di fornire una lettura esatta del livello di potenza.

### Impedenza
Il VU meter e il suo attenuatore devono presentare al circuito a cui sono applicati una impedenza pari a 7500 Ω misurata con un segnale sinusoidale quando l'indicatore segna 0 dB.